# 8401 Assirelli
8401 Assirelli este un asteroid din centura principală de asteroizi.

## Descriere
8401 Assirelli este un asteroid din centura principală de asteroizi. A fost descoperit pe 16 februarie 1994 la observatorul astronomic din Farra d'Isonzo. Asteroidul prezintă o orbită caracterizată de o semiaxă mare de 2,66 ua, o excentricitate de 0,07 și o înclinație de 9,2° în raport cu ecliptica.